# Kasımpaşa SK
Maillots
Le Kasımpaşa SK est un club turc de football basé à Istanbul, en Turquie. Le club évolue en SüperLig (D1) pour la saison 2024-2025.

## Historique
Le club de Kasımpaşaspor est créé en 1921 avec l’association du club Altıntuğ et du club de culture physique de Kasımpaşa. Le club dispute son premier match de football lors de la saison 1923-1924 sous les couleurs bleu marine et blanc.
Le club prend le nom de Kasımpaşa pendant la saison 1924-1925 de la ligue de football d’Istanbul. À la fin de cette saison, le club est relégué en Division 2 et prend le nom de Altıntuğ. Beaucoup plus tard, le club remonte en Division 1 pendant la saison 1938-1939 et prend définitivement le nom de Kasımpaşaspor.
Après une relégation en D2 à l'issue de la saison 1944-1945, le club se retrouve en D1 après une excellente année lors de la saison en 1945-1946.
Avec la fondation de la Ligue 1 professionnelle de football en 1952, le club prend sa place en D1 en 1959-1960, puis il est relégué à la fin de la saison 1936-1964 en Ligue professionnelle locale, et finalement relégué en Division 3.
À la fin de la saison 2007-2008, Kasımpaşa se retrouve après 43 ans en Türkcell Süperlig. À la fin de la saison 2010-2011, l'équipe finie dernière du championnat et tombe en Bank Asya 1.Lig.
Après la remontée en Süper Lig, Zafer Yildirim est élu président. Mübariz Mansimov, milliardaire Azéri fait partie du conseil d'administration. Le club possède un budget de 45 millions d'euros pour la saison 2011-2012.
L'équipe remonte à la fin de la saison 2012 en Süper Lig.
À part le football, Kasımpaşa possède des sections de lutte, de basket-ball et d’athlétisme. Avec les succès dans la lutte, Kasımpaşa est le deuxième club à avoir le drapeau turc dans son blason après que 3 lutteurs Gazanfer Bilge, Mehmet Oktav et Ahmet Kireççi (Ahmet de Mersin) gagnent les jeux olympiques.

## Palmarès et statistiques

### Palmarès
| Compétitions nationales | Compétitions internationales |
| - Championnat de Turquie de deuxième division : - Champion : 2006 - Championnat de Turquie de troisième division : - Champion : 1989, 1997, 2005 | - Néant                      |

### Records individuels
|   | Nom                | Matchs | Dates     |
| - | ------------------ | ------ | --------- |
| 1 | Adem Büyük         | 172    | 2012–2017 |
| 2 | Sancak Kaplan      | 170    | 2009–2015 |
| 3 | Veysel Sarı        | 153    | 2015–2020 |
| 4 | Ramazan Köse       | 148    | 2015–2021 |
| 5 | Olivier Veigneau   | 132    | 2015-2020 |
| 6 | Bengali-Fodé Koita | 127    | 2019–2023 |
| 7 | Baris Basdas       | 121    | 2009-2015 |

|   | Nom                | Buts | Dates     |
| - | ------------------ | ---- | --------- |
| 1 | Adem Büyük         | 49   | 2012–2017 |
| 2 | Ezequiel Scarione  | 41   | 2013–2016 |
| 3 | Bengali-Fodé Koita | 35   | 2019–2023 |
| 4 | Mbaye Diagne       | 32   | 2017-2019 |
| 5 | Trézéguet          | 25   | 2017-2019 |
| 6 | Kalu Uche          | 20   | 2012–2013 |
| 7 | Umut Bozok         | 20   | 2021–2022 |

## Joueurs et personnalités du club

### Joueurs passés par le club
- Atila Turan
- Olivier Veigneau
- Andreas Isaksson
- Ryan Babel
- Ricardo Quaresma